# Malung-Sälen kommun
Malung-Sälen kommune ligger i det svenske län Dalarnas län i Dalarna. Kommunens administrationscenter ligger i byen Malung.
Kommunen hed tidligere  Malung kommun, men ændrede navn 1. januar 2008, og er Sveriges eneste kommune med dobbeltnavn.

## Byer og landsbyer
Malung kommune havde i 2005 syv byer og landsbyer.
Indbyggertal pr. 31. december 2005.
| #  | By           | Indbyggere |
| -- | ------------ | ---------- |
| 1. | Malung       | 5 146      |
| 2. | Malungsfors  | 559        |
| 3. | Sälen        | 508        |
| 4. | Limedsforsen | 443        |
| 5. | Lima         | 418        |
| 6. | Transtrand   | 373        |
| 7. | Yttermalung  | 216        |

## Venskabsbyer
Malung har fire venskabsbyer.
- Ringe, Danmark
- Viiratsi, Estland
- Voss, Norge
- Ylivieska, Finland